# کاتسوشی کاجیی
کاتسوشی کاجیی (انگلیسی: Katsushi Kajii؛ زادهٔ ۱۱ ژوئیهٔ ۱۹۶۳) بازیکن فوتبال اهل ژاپن است.
از باشگاه‌هایی که در آن بازی کرده‌است می‌توان به باشگاه فوتبال گامبا اوساکا اشاره کرد.